# 桃園市立瑞坪國民中學
桃園市立瑞坪國民中學（英文：Rui Ping Junior High School），簡稱瑞坪國中，位於台灣桃園市楊梅區埔心地區，109學年度興建非營利幼兒園。

## 歷史沿革
- 2002年：於仁美國中成立桃園縣立仁美國民中學瑞塘分校籌備處。
- 2006年：奉准獨立，定名為桃園縣立瑞坪國民中學。
- 2007年：正式招收第一屆國一新生。
- 2012年：奉准設立多元學習中心。
- 2015年：12月25日，因應桃園縣升格改制為直轄市，更名為桃園市立瑞坪國民中學。
- 2020年：成立桃園市立瑞坪非營利幼兒園

## 歷任校長
| 任期 | 姓名       | 任職日期  | 離職日期  | 備註                                                       |
| ---- | ---------- | --------- | --------- | ---------------------------------------------------------- |
| 1    | 劉昌明先生 | 2006年8月 | 2010年7月 | 原桃園縣立仁美國民中學校長轉任，任滿退休。                 |
| 2    | 莊光明先生 | 2010年8月 | 2017年7月 | 原桃園縣立富岡國民中學校長轉任，任內退休。                 |
| 3    | 蘇美珍女士 | 2017年8月 | 2023年7月 | 原桃園市立觀音國民中學校長轉任，調任桃園市立楊梅國民中學。 |
| 4    | 楊士煌先生 | 2023年8月 | 現任      | 原桃園市立石門國民中學校長轉任。                           |

## 學區
- 楊梅區：金龍里、四維里、瑞塘里、瑞坪里、瑞溪里、光華里（第1－14鄰）【為瑞坪、仁美國中共同學區】、光華里（第15－31鄰）[1]。
- 平鎮區：鎮興里（第11－20、26－29鄰）。

## 學校週邊
- 埔心車站
- 瑞塘國小
- 四維國小
- 瑞埔國小
- 治平高中

## 外部連結
- 桃園市立瑞坪國民中學